# ブラジル連邦共和国副大統領
ブラジル連邦共和国副大統領（ブラジルれんぽうきょうわこくふくだいとうりょう、葡: Vice-Presidente da República Federativa do Brasil）は、ブラジルの行政府において大統領に次ぐ第2位の役職である。副大統領の主な役割は、在任中の大統領が死去、辞任あるいは罷免された際に代わりに大統領に就き、大統領が外遊中あるいは一時的に職務執行不能である際に、一時的に大統領の権限と職務を代行することである。大統領とともに選挙で選出される。
副大統領職は1889年の共和国宣言の頃から存在していたが、1891年の憲法で正式に設立された。正式に役職が廃止されていたヴァルガス政権時代の15年間を除いて、共和国の歴史全体を通して存在している。

## 立候補要件
副大統領への立候補するための要件は大統領と同等である。政治職への立候補要件に加えて、憲法第14条により、ブラジルで出生した市民（あるいは海外在住で両親の少なくとも一方がブラジル市民）で35歳以上でなければならない。

## 選挙と任期
大統領と副大統領はともに4年の任期で選ばれ、選挙の翌年1月1日に就任し、最長で2選まで可能となっている。
在任中の大統領の後を継いだ副大統領は再選可能であるが、法律により前大統領の残任期間を務めた場合でも任期制限に含まれるため、2期連続で立候補することはできない。任期制限に関する憲法の規定により、大統領が外遊中あるいは弾劾による職務停止中に代行を務めた場合でも、任期の一部として計算される。

## 職場と公邸
副大統領はプラナルト宮殿（大統領府）で執務を行う。公邸は1977年に完成したジャブル宮殿である。

## 大統領職の継承
1889年の共和国宣言以来、8人の副大統領が在任中の大統領の後継として大統領に昇格している。4人が在任中の大統領の死去（ニロ・ペカーニャ、デルフィム・モレイラ、カフェ・フィーリョ、ジョゼ・サルネイ）、2人が辞任（フロリアーノ・ペイショト、ジョアン・グラール）、2人が弾劾による罷免（イタマール・フランコ、ミシェル・テメル）による昇格である。

## 副大統領の一覧
直接選挙

    間接選挙
| 代数                                                   | 副大統領                               | 副大統領                | 在任期間                       | 政党                                            | 大統領                                           | 備考 | 選挙       |
| 第一共和政                                             | 第一共和政                             | 第一共和政              | 第一共和政                     | 第一共和政                                      | 第一共和政                                       | 第一共和政 | 第一共和政 |
| ------------------------------------------------------ | -------------------------------------- | ----------------------- | ------------------------------ | ----------------------------------------------- | ------------------------------------------------ | --- | ---------- |
| 1                                                      | フロリアーノ・ペイショト               |                         | 1891年2月26日 - 1891年11月23日 | 無し (軍)                                       | デオドロ・ダ・フォンセカ                         | 前任者の辞任により大統領に昇格 | 1891       |
| 空席                                                   | 空席                                   | 空席                    | 空席                           | 空席                                            | フロリアーノ・ペイショト                         | |            |
| 2                                                      | マヌエル・ヴィトリーノ                 |                         | 1894年11月5日 - 1898年11月14日 | 連邦共和党 PR Federal                           | プルデンテ・デ・モラエス                         | | 1894       |
| 3                                                      | ホーザ・エ・シルヴァ                   |                         | 1898年11月5日 - 1902年11月4日  | 連邦共和党 PR Federal                           | カンポス・サーレス                               | | 1898       |
| –                                                      | シルヴィアーノ・ブランダーオ           |                         | 就任前に死去                   | Mineiro Republican Party PRM                    | ロドリゲス・アルヴェス                           | | 1902       |
| 空席                                                   |                                        |                         |                                |                                                 | ロドリゲス・アルヴェス                           | |            |
| 4                                                      | アフォンソ・ペナ                       |                         | 1903年7月17日 - 1906年11月4日  | Mineiro Republican Party PRM                    | ロドリゲス・アルヴェス                           | 前任者の死去により1903年に副大統領に選出 | 1903       |
| 5                                                      | ニロ・ペサニャ                         |                         | 1906年11月5日 - 1909年7月14日  | Fluminense Republican Party PRF                 | アフォンソ・ペナ                                 | 前任者の死去により大統領に昇格 | 1906       |
| 空席                                                   | 空席                                   | 空席                    | 空席                           | 空席                                            | ニロ・ペサニャ                                   | |            |
| 6                                                      | ヴェンセズラウ・ブラス                 |                         | 1910年11月5日 - 1914年11月4日  | Mineiro Republican Party PRM                    | エルメス・ダ・フォンセカ                         | | 1910       |
| 7                                                      | ウルバノ・サントス                     |                         | 1914年11月5日 - 1918年11月4日  | Mineiro Republican Party PRM                    | ヴェンセズラウ・ブラス                           | | 1914       |
| 8                                                      | デルフィム・モレイラ                   |                         | 1918年11月5日 - 1919年1月16日  | Mineiro Republican Party PRM                    | ロドリゲス・アルヴェス                           | ロドリゲス・アルヴェスの病気により副大統領のまま大統領代行を務め、1919年1月16日にロドリゲス・アルヴェスが死去すると大統領代行になり、一時的に副大統領が空席になった。 | 1918       |
| 空席                                                   | 空席                                   | 空席                    | 空席                           | 空席                                            | デルフィム・モレイラ                             | |            |
| 8                                                      | デルフィム・モレイラ                   |                         | 1919年7月28日 - 1920年7月1日   | Mineiro Republican Party PRM                    | エピタシオ・ペソア                               | 在任中に死去 | 1918       |
| 空席                                                   |                                        |                         |                                |                                                 | エピタシオ・ペソア                               | |            |
| 9                                                      | ブエノ・デ・パイヴァ                   |                         | 1920年11月10日 - 1922年11月4日 | Mineiro Republican Party PRM                    | エピタシオ・ペソア                               | 前任者の後継として選出 | 1920       |
| -                                                      | ウルバーノ・サントス                   |                         | 就任前に死去                   | Mineiro Republican Party PRM                    | アルトゥール・ベルナルデス                       | | 1922       |
| 10                                                     | エスタシオ・コインブラ                 |                         | 1922年11月5日 - 1926年11月4日  | Barreiros Republican Party PR Barreiros         | アルトゥール・ベルナルデス                       | | 1922       |
| 11                                                     | フェルナンド・デ・メロ・ヴィアナ       |                         | 1926年11月5日 - 1930年10月24日 | Mineiro Republican Party PRM                    | Washington Luís                                  | 1930年の革命で解任 | 1926       |
| -                                                      | バイタル・ソアレス                     |                         | 1930年の革命で就任不能         | Baiano Republican Party PRB                     | Júlio Prestes                                    | Vital Soares and Júlio Prestes, elected on 1 March 1930, didn't take office due to the coup d'état that removed Washington Luís and Fernando de Melo Viana.           | 1930       |
| ヴァルガス政権時代                                     |                                        |                         |                                |                                                 |                                                  | |            |
| 副大統領職は1934年の憲法で消滅し、1946年の憲法で復活。 |                                        |                         |                                |                                                 |                                                  | |            |
| 第四共和政                                             |                                        |                         |                                |                                                 |                                                  | |            |
| 12                                                     | ネレウ・ラモス                         |                         | 1946年9月19日 - 1951年1月30日  | 社会民主党 PSD                                  | エウリコ・ガスパル・ドゥトラ                     | | 1945       |
| 13                                                     | カフェ・フィーリョ                     |                         | 1951年1月31日 - 1954年8月24日  | 進歩社会党 PSP                                  | ジェトゥリオ・ドルネレス・ヴァルガス             | 前任者の死去により大統領に昇格 | 1950       |
| 空席                                                   | 空席                                   | 空席                    | 空席                           | 空席                                            | カフェ・フィーリョ                               | |            |
| 空席                                                   | 空席                                   | 空席                    | 空席                           | 空席                                            | カルロス・ルズ                                   | |            |
| 空席                                                   | 空席                                   | 空席                    | 空席                           | 空席                                            | ネレウ・ラモス                                   | |            |
| 14                                                     | ジョアン・グラール                     |                         | 1956年1月31日 - 1961年8月25日  | ブラジル労働党 PTB                              | ジュセリーノ・クビチェック                       | 前任者の辞任により大統領に昇格 | 1955       |
| 14                                                     | ジョアン・グラール                     | ジャニオ・クアドロス    | 1956年1月31日 - 1961年8月25日  | ブラジル労働党 PTB                              | 1960                                             | 前任者の辞任により大統領に昇格 |            |
| 空席                                                   | 空席                                   | 空席                    | 空席                           | 空席                                            | パスカル・ラビエリ・マジーリ                     | |            |
| 空席                                                   | 空席                                   | 空席                    | 空席                           | 空席                                            | ジョアン・グラール                               | |            |
| 第五共和政                                             |                                        |                         |                                |                                                 |                                                  | |            |
| 空席                                                   | 空席                                   | 空席                    | 空席                           | 空席                                            | パスカル・ラビエリ・マジーリ                     | |            |
| 15                                                     | ジョゼ・マリア・アルキン               |                         | 1964年4月15日 - 1967年3月14日  | 社会民主党 PSD                                  | ウンベルト・デ・アレンカール・カステロ・ブランコ | | 1964       |
| 15                                                     | ジョゼ・マリア・アルキン               | 無し (民間)             | 1964年4月15日 - 1967年3月14日  |                                                 | ウンベルト・デ・アレンカール・カステロ・ブランコ | | 1964       |
| 15                                                     | ジョゼ・マリア・アルキン               | 国家革新連盟 ARENA      | 1964年4月15日 - 1967年3月14日  |                                                 | ウンベルト・デ・アレンカール・カステロ・ブランコ | | 1964       |
| 16                                                     | ペドロ・アレイショ                     |                         | 1967年3月15日 - 1969年8月31日  | 国家革新連盟 ARENA                              | アルトゥール・ダ・コスタ・エ・シルヴァ           | Prevented from assuming the Presidency due to the holder's vacancy by the Provisory Governative Junta of 1969.                                                        | 1966       |
| 空席                                                   | 空席                                   | 空席                    | 空席                           | 空席                                            | Provisory Governative Junta of 1969              | |            |
| 17                                                     | アウグスト・グリューネヴァルト         |                         | 1969年10月30日 - 1974年3月14日 | 国家革新連盟 ARENA                              | エミリオ・ガラスタズ・メディシ                   | | 1969       |
| 18                                                     | アダルベルト・ペレイラ・ドス・サントス |                         | 1974年3月15日 - 1979年3月14日  | 国家革新連盟 ARENA                              | エルネスト・ガイゼル                             | | 1974       |
| 19                                                     | アウレリアーノ・チャベス               |                         | 1979年3月15日 - 1985年3月14日  | 国家革新連盟 ARENA                              | ジョアン・フィゲイレド                           | | 1978       |
| 19                                                     | アウレリアーノ・チャベス               | 民主社会党 PDS          | 1979年3月15日 - 1985年3月14日  |                                                 | ジョアン・フィゲイレド                           | | 1978       |
| 19                                                     | アウレリアーノ・チャベス               | Liberal Front Party PFL | 1979年3月15日 - 1985年3月14日  |                                                 | ジョアン・フィゲイレド                           | | 1978       |
| 第六共和政                                             |                                        |                         |                                |                                                 |                                                  | |            |
| 20                                                     | ジョゼ・サルネイ                       |                         | 1985年3月15日 - 1985年3月14日  | ブラジル民主運動党 PMDB                         | タンクレード・ネーヴェス                         | 前任者の死去により大統領に昇格 | 1985       |
| 空席                                                   | 空席                                   | 空席                    | 空席                           | 空席                                            | ジョゼ・サルネイ                                 | |            |
| 21                                                     | イタマール・フランコ                   |                         | 1990年3月15日 - 1992年12月29日 | National Reconstruction Party PRN               | フェルナンド・コロール・デ・メロ                 | 前任者の辞任により大統領に昇格 | 1989       |
| 21                                                     | イタマール・フランコ                   | ブラジル民主運動党 PMDB | 1990年3月15日 - 1992年12月29日 |                                                 | フェルナンド・コロール・デ・メロ                 | 前任者の辞任により大統領に昇格 | 1989       |
| 空席                                                   | 空席                                   | 空席                    | 空席                           | 空席                                            | イタマール・フランコ                             | |            |
| 22                                                     | マルコ・マシエル                       |                         | 1995年1月1日 - 2002年12月31日  | Liberal Front Party PFL                         | フェルナンド・エンリケ・カルドーゾ               | | 1994       |
| 22                                                     | マルコ・マシエル                       | 1998                    | 1995年1月1日 - 2002年12月31日  | Liberal Front Party PFL                         | フェルナンド・エンリケ・カルドーゾ               | |            |
| 23                                                     | ジョゼ・アレンカール                   |                         | 2003年1月1日 - 2010年12月31日  | Liberal Party PL                                | ルイス・イナシオ・ルーラ・ダ・シルヴァ           | | 2002       |
| 23                                                     | ジョゼ・アレンカール                   | 共和党 PRB              | 2003年1月1日 - 2010年12月31日  | 2006                                            | ルイス・イナシオ・ルーラ・ダ・シルヴァ           | |            |
| 24                                                     | ミシェル・テメル                       |                         | 2011年1月1日 - 2016年8月31日   | ブラジル民主運動党 PMDB                         | ジルマ・ルセフ                                   | 前任者の罷免により大統領に昇格 | 2010       |
| 24                                                     | ミシェル・テメル                       | ブラジル民主運動党 MDB  | 2011年1月1日 - 2016年8月31日   | 2014                                            | ジルマ・ルセフ                                   | 前任者の罷免により大統領に昇格 |            |
| 空席                                                   | 空席                                   | 空席                    | 空席                           | 空席                                            | ミシェル・テメル                                 | |            |
| 25                                                     | アミルトン・モウラン                   |                         | 2019年1月1日 - 2022年12月31日  | Brazilian Labour Renewal Party PRTB Republicans | ジャイール・ボルソナーロ                         | | 2018       |
| 26                                                     | ジェラルド・アルキミン                 |                         | 2023年1月1日 -                 | ブラジル社会党 PSB                              | ルイス・イナシオ・ルーラ・ダ・シルヴァ           | | 2022       |

## 存命中の元副大統領
- ジョゼ・サルネイ
(1985)
1930年4月24日（94歳）
- ミシェル・テメル
(2011–2016)
1940年9月23日（84歳）
- アミルトン・モウラン
(2019–2022)
1953年8月15日（71歳）